# 石崎真理
石崎 真理（いしざき まり、1980年3月31日 - ）は日本の女優、モデル、司会者、リポーター。オフィスキイワード所属。

## 人物
栃木県宇都宮市出身。武蔵大学社会学部卒業。主にテレビ、ラジオ、グラビアなどで活躍している。趣味はトロンボーン、新体操、バレエ、野球観戦、ゴルフ。保有資格はアロマ検定1級　普通自動車免許など。

## 主な出演

### テレビ
- 「牧野裕のEnjoy Golf」ＭＣ、番組ナレーション（チバテレビ、MXテレビ、テレビ埼玉、群馬テレビ、KBS京都、ゴルフネットワークチャンネル）
- ゴルフバディボイス(TV-CM)
- 「ダンスは一番」ＭＣ（テレビ埼玉、チバテレビ）
- 「全日本カラオケグランプリ2010地方大会」司会（全国TBS系）
- 「J:テレスタイル」生中継（J:COM）
- 「高級シルクの肌触り」リポーター（ＭＸＴＶ）
- 「温泉天使」1.2話ドラマ＋対談（ＫＢＳ京都）
- 「ニコニコ笑汁」司会（SkyPerfecTV）
- 「菊川怜の無料体験」アシスタント（WOWOW）

### ラジオ
- トヨタカローラ横浜「DRIVIN' DELIGHT」(FM yokohama）
- エフエム世田谷「オープンサロン」
- ＣＲＴ栃木放送「石崎真理のハニー革命」
- 「石崎真理のオレンジスタイル」他
- RADIOBERRY「ティーンズレボリューション」他
- レインボータウンＦＭ
- 「インディーズ・ナイト」

### VP・WEB
HITACHI WOO店頭、WEB VP 他イベント　展示会 司会多数

### イベントMC
- J:COM Wonder Girls７（東京スカイツリーソラマチ5Ｆ J:COM Wonder Studio）
- 「ＡＸＥボディソープ　発売記念イベント石田純一JOY」
- 全日本カラオケグランプリ2010地方大会司会
- ハンゲームトークショー（加藤夏希）
- IOC視察江東子供スポーツデー
- スポーツオブハート（MXTV)
- スイーツマラソンinお台場（東京会場）
- 川崎マラソン2012
- 学園祭トークショー司会
- 川崎ルフロン　お笑いライブＭＣ
- 企業運動会司会 他 トークショー、式典、司会多数

### ナレーション
- 「牧野裕のEnjoy Golf」番組ナレーション（チバテレビ）
- docomo HTCのVPナレーション
- 製薬会社 医療VPナレーション
- 東京都 納税CMナレーション
- ドラッグストアショー ライオンブース 映像ナレーション
- 株式会社 小泉 いずみ会合同研修会 オープニングセレモニー映像ナレーション

### CD
- FREE!（2002年7月24日、徳間ジャパンコミュニケーションズ）　HeartFieldのボーカルとして

### DVD
- Cuty!（2002年9月26日、徳間ジャパンコミュニケーションズ）
- V☆ONE（2002年9月26日、徳間ジャパンコミュニケーションズ）HeartFieldのボーカルとして